# Jerzy Zubrzycki
Jerzy "George" B. Zubrzycki AO CBE MBE (12 tháng 1 năm 1920 – 20 tháng 5 năm 2009) là một nhà xã hội học người Úc gốc Ba Lan, được nhiều người coi là "cha đẻ của chủ nghĩa đa văn hóa Úc".
Jerzy sinh ra ở Kraków, Ba Lan. Ông từng gia nhập lực lượng Ba Lan Tự do tại Vương quốc Liên hiệp Anh. Ông đã được Chính phủ Vương quốc Liên hiệp Anh phong làm Thành viên của Huân chương Đế quốc Anh.
Năm 1956, ông được bổ nhiệm một chức vụ tại Đại học Quốc gia Úc ở Canberra. Ông đã làm việc tại đây cho tới khi qua đời.
Ông từng giữ chức Chủ tịch Hội đồng các Vấn đề Sắc tộc Úc 1977–81, giữ chức vụ trong Hội đồng của Viện các Vấn đề Đa văn hóa 1980–86, cũng như trong hội đồng tạm quyền của Bảo tàng Quốc gia Úc. Ông đã đi du lịch nhiều nơi cùng với các thành viên của chính phủ Fraser để giảng giải các chính sách đa văn hóa của nhà nước.
Ông là thành viên của Viện hàn lâm giáo hoàng về Khoa học xã hội, và đồng thời cũng được Ba Lan và Hoa Kỳ vinh danh.
Ông qua đời tại Canberra vào ngày 20 tháng 5 năm 2009, thọ 89 tuổi.

## Danh hiệu
Năm 1967, Zubrzycki được bầu làm Hội viên của Viện Hàn lâm Khoa học Xã hội Úc. Ông cũng được phong làm Tư lệnh của Huân chương Đế quốc Anh (CBE) vào năm 1978, vì công tác thúc đẩy chủ nghĩa đa văn hóa ở Úc, và là Sĩ quan Huân chương Úc (AO) vào năm 1984.